# Stazione di Franciosa
Stazione di Franciosa vasútállomás Olaszországban, Baragiano település Franciosa frazionéjában.

## Vasútvonalak
Az állomást az alábbi vasútvonalak érintik:
- Salerno–Potenza-vasútvonal

## Kapcsolódó állomások
A vasútállomáshoz az alábbi állomások vannak a legközelebb:
- Stazione di Picerno
- Stazione di Baragiano-Ruoti